# Мухитдинов, Нуритдин Акрамович
Нуритди́н Акра́мович Мухитди́нов (узб. Нуриддин Акрамович Муҳитдинов, Nuriddin Akramovich Muhitdinov; 6 (19) ноября 1917, к. Аллан, Ташкентский уезд, Сырдарьинская область, Туркестанский край, Российская республика — 27 августа 2008, Ташкент, Узбекистан) — советский и узбекский государственный, партийный и общественный деятель. Секретарь ЦК КПСС, член Президиума ЦК КПСС (1957—1961). Чрезвычайный и полномочный посол СССР в Сирии (1968—1977).

## Биография

### Ранние годы. Великая Отечественная война
Родился в ташкентском пригородном кишлаке Аллан в крестьянской семье (сейчас это махалля Оклон Шайхантахурского района Ташкента). Узбек. Его отец был председателем кишлачного совета, а мать — дочерью лавочника, занимавшегося торговлей чаем и галантерейными товарами. По отцу его предком является Хасан ибн Али. В 1932 году он вступил в ВЛКСМ. В 1935 году окончил среднюю школу и кооперативный техникум, а в 1938 году — заочно Всесоюзный кооперативный институт. 12 марта 1938 года был допущен на одно из заседаний по делу «антисоветского троцкистского блока».
В 1939—1946 годах — в РККА на комсомольской и политической работе. В 1939 году участвовал в походе Красной Армии в Западную Украину.
Встретил Великую Отечественную войну на западной границе СССР, в составе 19-го отдельного понтонно-мостового полка. Участник Сталинградской битвы. Имел тяжёлые ранения. После госпиталя от демобилизации отказался. Направлен на переквалификацию в Военную академию связи имени Будённого С. М. Окончил ускоренный курс специалистов по использованию радиотехнических средств на фронте. Направлен в систему радиоразведки. В 1943—1946 годах — заместитель начальника, начальник Оперативной группы особого назначения (ОСНАЗ), дислоцированной «далеко» за границей.
Во время войны орденами не награждался. За участие в военных действиях был награждён указами Президиума Верховного Совета СССР :
- медалью «За оборону Сталинграда»
- медалью «За оборону Кавказа»
- медалью «За победу над Германией в Великой Отечественной войне 1941—1945 гг.».
- орденом Отечественной войны 2-й степени (юбилейным на 40-летие победы в 85 году)

### Партийно-государственная работа в Узбекской ССР
С 1946 г. находился на партийной работе в аппарате ЦК Компартии Узбекистана в качестве лектора (переведён по Сталинскому призыву). Участник строительства Фархадской гидроэлектростанции в Беговате.
В 1948—1950 годах — первый секретарь Наманганского областного комитета Компартии Узбекистана. На этом посту в том числе добился следующих решений Совета Министров СССР:
- О перепрофилировании комбината (исчерпанного уранового рудника в районе Пап) на производство резинотехнических изделий, в том числе товаров народного потребления;
- О строительстве прямой автодороги через перевал Камчи горной системы Чартак, соединявшей Ферганскую долину с основной западной частью Узбекской ССР (по маршруту древнего Шёлкового пути);
- О строительстве бальнеологического курорта Чартак (в месте обнаружения залежей подземных минеральных горячих термальных вод, в долине реки Чартак-сай.

Указом Президиума Верховного Совета СССР (16 января 1950) награждён орденом «Ленина».
С апреля 1950 по апрель 1951 года на трёх должностях (одновременно): секретарь ЦК Компартии Узбекистана по идеологии, председатель Верховного Совета Узбекской ССР, первый секретарь Ташкентского областного комитета Компартии Узбекистана.
В этот период по личному ходатайству и поручительству перед Г. М. Маленковым добился следующего:
- Секретариат ЦК ВКП(б) согласился не рассматривать, передал на рассмотрение ЦК Компартии Узбекистана две отчётные записки Спец. комиссии ЦК ВКП(б) и аппарата Уполномоченного ЦК ВКП(б) по Узбекистану по проявлениям «национализма» в среде интеллигенции Узбекистана (то есть отчёты двух проверок были переданы на рассмотрение и решение того органа, сфера деятельности которого проверялась и оценена негативно).
- Созван внеочередной, 10-й Пленум ЦК Компартии Узбекистана на предмет поступивших из ЦК ВКП(б) этих двух записок (отчётов), выводы которых критично пересмотрены, список из 60 обвиняемых спец. органами в «национализме» деятелей науки и культуры Узбекистана пересмотрен, существенно сокращён (рассмотрен уже без участия Мухитдинова Н. А.).
- В Узбекской ССР прекращена практика спец. органов по «списочному» привлечению к ответственности по обвинениям в «национализме».
- В Узбекской ССР ликвидирован Аппарат Уполномоченного (ЦК ВКП(б) по Узбекистану (орган фактического прямого внешнего управления Республикой из Москвы). Тем самым восстановлена роль руководящих органов Узбекской ССР (доверие Центра).

Добился решений о создании нового Ботанического сада Академии наук Узбекистана (в том числе дендрария) общей площадью 80 гектаров (на окраине г. Ташкента) по проекту директора сада Русанова Ф. Н.

### Во главе Совета Министров Узбекской ССР
В 1951—1953 годах — председатель Совета Министров Узбекской ССР.
В этот период :
- В холодный 1951 год (по представлению Министра хлопководства СССР Юсупова У.) Постановлениями Совета Министров СССР №.4675 (19.11.1951 г.), №.4834 (22.11.1951 г.), №.5003 (08.12.1951 г.) в течение 18 дней получил 1 порицание и 2 взыскания за одно и то же — текущее отставание от плана сбора хлопка-сырца (87,1 %). В итоге усилиями практически всего народа Узбекистана план выполнен на 94 %.
- В январе 1952 г. провёл VIII Курултай (совет) хлопкоробов Узбекистана, установил «узловые» проблемы отрасли, всего народного хозяйства.
- Добился в 1952 г. 100%-тного выполнения плана по хлопку-сырцу + недоимку за 1951 год.
- Организовал подготовку восьми по-отраслевых Обзорных Записок для И. В. Сталина по «крупным узловым проблемам развития» Узбекистана, требовавших согласия Центра. На личной встрече получил одобрение по всем подготовленным запискам. Тем самым добился следующих Постановлений Совета Министров СССР по перспективному развитию Узбекской ССР:
- №.657 (07.02.1952 г.), №.948 (19.02.1952 г.): — масштабное материально-техническое обеспечение и снабжение хлопковой отрасли Узбекской ССР; -Списание недоимок с хлопкосеющих колхозов; — Установление зарплат и пенсий для механизаторов;
- №.691 (07.02.1952 г.) — утверждён Список строительства авторемонтного завода в Андижане, диз.электростанции в Бухаре, Наманганской ГЭС №.3, ТЭС в Карши;
- №.391 (10.02.1952 г.) — для снабжения населения городов (овощами, картофелем, молочными продуктами) установлена «пригородная зона» городов в составе овощесеющих колхозов. Выделена сельскохозяйственная техника, удобрения, 7500 тонн картофеля на семенные цели. Открыта сеть магазинов, ларьков, выделены продукты первой необходимости. Минсельхоз продал колхозам и совхозам этой Зоны 1300 голов, закупил для них за границей 3000 голов племенных пород тёлок.
- №.3185 (10.02.1952 г.) — строительство 42 школ, полное обеспечение республики учебными пособиями и инвентарём, государственное питание для 1000 детей школьных интернатов, реорганизация Самаркандского и Андижанского учительских институтов в педагогические, организация института усовершенствования учителей;
- развернутое Решение Совета Министров СССР «О благоустройстве городов Узбекистана»;
- общие Решения Совета Министров СССР: — О повышении закупочных цен на хлопок, каракуль, щёлк; — Об освоении Центральной Ферганы; -О строительстве Кайраккумского водохранилища (совместно с Таджикской ССР); — О переходе на новую систему полива; -О строительстве Ангренской ГРЭС; — О мерах развития хлопководства и животноводства в Узбекской ССР;
- все 3 взыскания за 1951 г. с Н. А. Мухитдинова сняты.

В октябре 1952 г. на XIX съезде ВКП(б) / КПСС был включён И. В. Сталиным в списки (сверх установленных квот для республик) и избран членом ЦК.
В конце апреля 1953 г. в заседании Бюро ЦК КП Узбекистана возражал и отказался исполнять Записку (распоряжение) Л. П. Берии, в которой требовалось обновить в республиках все руководящие кадры по национально-территориальному признаку. Тем самым, фактически, Записка была направлена на разжигание в народе ненависти (вражды) по национальному признаку, — поражала в правах местных граждан некоренной национальности (в том числе и множество узбеков, проживавших в соседних и других республиках СССР). На следующий день Берия Л. П. позвонил по телефону Н. А. Мухитдинову, угрожал расправой, — безуспешно. Позже большинство членов Президиума ЦК КПСС, в том числе Хрущёв, Молотов, Косыгин, Булганин, определились против действий Берия в отношении Мухитдинова.
В мае 1953 г. по настоянию Л. П. Берии и по представлению Бюро ЦК КП Узбекистана Указом Президиума Верховного Совета Узбекской ССР он был освобождён от обязанностей председателя Совета Министров Узбекской ССР и назначен первым заместителем председателя Совета Министров Узбекской ССР и одновременно — министром иностранных дел Узбекской ССР.
В конце 1954 г. после ареста Л. П. Берии Указом Президиума Верховного Совета Узбекской ССР Н. А. Мухитдинов был восстановлен в должности председателя Совета Министров Узбекской ССР. Участвовал в работе Пленумов ЦК КПСС 2-7.07.1953 г. — по «Делу Берия», и 03-07.09.1953 г. — избравшего первым секретарём ЦК КПСС Н. С. Хрущёва.
В 1954—1955 гг. — председатель Совета Министров Узбекской ССР. Основные решения:
- В Узбекистане были созданы Медицинский институт в г. Андижан (1955), Институт Краевой Медицины АН Узбекской ССР (1957), НИИ онкологии и радиологии Узбекской ССР (1958).
- Была принята и применена с 01.01.1956 г. Программа реформы Системы оплаты труда всех хлопкосеющих хозяйств СССР (по сути — переход от командно-административной системы к экономически мотивированной), в том числе существенно повышены заготовительные цены на хлопок-сырец, премиальные, либерализован порядок распоряжение хозяйствами собственными средствами.
- В Узбекской ССР началась массовая механизация посева (передовым на тот период квадратно-гнездовым методом) и сбора хлопка-сырца посредством первых отечественных серийных хлопкоуборочных машин СХМ-48 (производства завода Ташсельмаш г. Ташкент / 1950—1955 гг. — 22 428 единицы).
- Совместно с В. М. Молотовым (МИД СССР) налажены контакты с лидерами стран-организаторов Бандунгской конференции неприсоединения 29 стран Востока, организованы первые визиты в СССР (в том числе в Узбекскую ССР) премьер-министра Индии Джавахарлала Неру и его дочери Индиры Ганди (июль 1955 г.), премьер-министра Республики Бирманский Союз У Ну.
- По инициативе и организационные работы Н. А. Мухитдинова13 февраля 1956 года район был передан из Казахской ССР в Ташкентскую область Узбекской ССР и переименован в Бостанлыкский район.

### Во главе Компартии Узбекистана
В декабре 1955 г., после визита Н. С. Хрущёва и Н. А. Булганина в г. Ташкент был избран первым секретарём ЦК КП Узбекистана. На этой должности находился до декабря 1957 г. В феврале 1956 г. был избран кандидатом в члены Президиума ЦК КПСС.
В этот период:
- В 1956 г. в Узбекской ССР реабилитированы около 40 000 необоснованно репрессированных в 1930-х годах и последующих годах жителей республики.
- 10-14 октября 1956 г. в г. Ташкенте состоялся открытый 1-й съезд интеллигенции Узбекистана, на котором Н.А Мухитдинов впервые в СССР открыто объявил о массовой реабилитации репрессированных, назвал имена («Закрытый доклад» Н.Хрущёва на ХХ съезде КПСС от 25.02.1956 г. в те годы не обнародовался), поставил задачу серьёзного изучения национальной истории, популяризация её, поставил вопросы об отличии культа личности от роли личности, о хрупкой грани между национальным и националистическим, о взаимообусловленности национального и интернационального, о сочетании республиканских и общегосударственных интересов. С участием возвращённых из мест заключения реабилитированных поэтов и писателей Узбекистана были подняты и обсуждались ранее замалчивавшиеся вопросы колониального характер завоеваний Средней Азии в XIX веке, игнорирования многовековой истории и культуры, межнациональных конфликтов.
- Осенью 1956 г. по его инициативе Президиум ЦК КПСС принял решение о возвращении в родные места принудительно переселённых в 1943—1944 гг. в Казахскую, Киргизскую и Узбекскую ССР народов Кавказа (балкарцев, карачаевцев, ингушей, чеченцев). В 1957 г. произошёл массовый отъезд представителей указанных народов Кавказа из республик Средней Азии и Казахстана.
- Специальным Решением Совета Министров СССР (инициированным Н. А. Мухитдиновым совместно с академиком И. В Курчатовым) в 1956 г. в Ташкенте был создан Институт ядерной физики АН СССР, построен и физически запущен исследовательский ядерный реактор, под Ташкентом построен научный городок Улугбек, так называемая «Среднеазиатская Дубна».
- В 1956 г. началось возрождение Академии наук Узбекистана, созданы 6 новых профильных институтов в её составе, приобретено современное научное оборудование, расширены производственные площади научных центров, приняты решения по социальному обеспечению жизни учёных.
- В ноябре 1956 г. за счёт собственных ассигнований Узбекской ССР (62 млн рублей / в ценах 1956 г.) и при техническом содействии союзного министерства связи в Ташкенте был открыт и начал вещание первый на Советском Востоке телецентр (с первоначальным радиусом действия 70 км), завезена и продана населению значительная партия первых телевизоров.
- По итогам 1956 г. на волне общественного подъёма в Узбекистане перевыполнены планы и дополнительные обязательства по всем основным отраслям народного хозяйства, в том числе науки, промышленности, сельского хозяйства, социальной сферы.
- Ташкентский экскаваторный завод освоил и начал выпускать несколько моделей экскаваторов.
- Завод Андижанирмаш (г. Андижан) стал изготавливать бульдозеры, скреперы, канавокопатели, водяные насосы, другую ирригационную технику.
- Авиационный завод №.84 имени Чкалова в г. Ташкент в 1956 г. серийно произвёл рекордные 115 штук пассажирских самолётов Ил-14 (первые в Союзе) и 10 шт. транспортных Ил-14Т (в 1957 г. — 117 шт. Ил-14П, — 28 шт. Ил-14Т).
- Впервые фактически собрано 3 миллиона тонн хлопка-сырца (при плане — 2.840.000 тонн / на 440.000 больше чем в 1955 г.), на прежних площадях (то есть до освоения новых поливных земель «Голодной степи»), за счёт возросшей механизации, передовой в тот период технологии квадратно-гнездовой посадки и машинного сборе в 2 направлениях (на 700 тыс. гектар), по действовавшей с 01.01.1956 г. новой системе оплаты труда, по новым повышенным закупочным ценам.
- При населении около 8 млн человек валовой национальный продукт Узбекской ССР превысил 24 миллиарда рублей (в ценах 1956 г.).
- 11.01.1957 г. Указами Президиума Верховного Совета СССР орденами и медалями награждены более 15 000 тружеников Узбекистана. Звания Героя социалистического труда удостоены 203 передовика производства из Узбекской ССР (из 462 всего в СССР в 1957 г. по итогам 1956 г.). В феврале 1957 г. в Георгиевском зале Кремля состоялся исторический Государственный приём Президиума Верховного Совета СССР с участием руководства Советского Союза в честь 203 Героев Социалистического труда от Узбекистана с вручением им в Кремле медали «Золотая звезда» и ордена Ленина.

### В партийном руководстве Советского Союза
В 1957—1961 гг. — член Президиума ЦК КПСС и одновременно секретарь ЦК КПСС.
19 октября 1961 г. в дни работы XXII съезда КПСС на личной встрече с Н. С. Хрущёвым настоял на ранее заявленной просьбе освободить от работы в ЦК КПСС, разрешить вернуться в Узбекистан в связи с обострившимися принципиальными разногласиями с членами Президиума ЦК Ф. Р. Козловым (по фактам массовых нарушений общих партийных принципов кадровой политики, — за 2 года заменено более половины номенклатурных работников в центре и в республиках), с М. А. Сусловым (по практике идеологической работы, по спорным установкам национальной политики в тексте новой Программы КПСС), с А. И. Микояном (по практике принятия единоличных решений, по несбыточным установкам Социально-экономического развития страны в тексте новой Программы КПСС).
По распоряжению Н.Хрущёва был подготовлен текст решения Президиума ЦК КПСС и проект Указа Президиума Верховного Совета СССР о назначении Н. А. Мухитдинова на должность заместителя председателя Совета Министров СССР.
После одного из заседаний съезда, в узком кругу возражал против неожиданного предложения Н. С. Хрущёва «провести» через Съезд решение о выносе тела И. Сталина из мавзолея и захоронении на Новодевичьем кладбище. Мотивировал тем, что такое «не будет хорошо воспринято народом», и тем более на Востоке, «у мусульман это большой грех — тревожить тело умершего». Остался в единоличном меньшинстве. Отстоял компромиссное решение о захоронении за мавзолеем, рядом с известными деятелями страны. (Был поддержан А. Н. Шелепиным доводом о безопасности более охраняемого места захоронения). На следующий день ответил отказом на предложение Ф. Р. Козлова выступить 30 октября на съезде в неустановленном порядке (без включения в повестку дня, в ходе обсуждения текста Устава) от своего имени в поддержку намеченного предложения первого секретаря Ленинградского обкома партии И. В. Спиридонова — вынести тело И. В. Сталина из мавзолея.
30-31 октября избран съездом в новый состав ЦК КПСС. Намеченный Указ о назначении на должность заместителя председателя Совета Министров СССР не состоялся, решение отменено.

### Дальнейшая карьера
В 1961—1966 годах — заместитель председателя правления Центросоюза СССР.
В 1966—1968 годах — первый заместитель председателя Государственного комитета по культурным связям с зарубежными странами при Совете Министров СССР.
В 1968—1977 годах — чрезвычайный и полномочный посол Советского Союза в Сирии.
В 1977—1986 годах — заместитель председателя Торгово-промышленной палаты СССР.
В ноябре 1986 года возвратился в Ташкент.
В 1986—1989 годах — советник Совета Министров Узбекской ССР. В 1989—1991 годах — председатель Президиума Общества охраны памятников истории и культуры Узбекской ССР. В 1991—2008 годах — председатель Президиума Общества охраны памятников истории и культуры государства Республика Узбекистан.
Член ВКП(б) с 1942 года, член ЦК КПСС (1952—1966), член Президиума ЦК КПСС (1957—1961; кандидат с 1956). Депутат Верховного Совета СССР 3—5 созывов.
Скончался 27 августа 2008 года в Ташкенте, похоронен на Чигатайском кладбище.

## Награды и звания
- 2 ордена Ленина (16 января 1950;[3] 11 января 1957)[4]
- орден Октябрьской Революции (4 декабря 1987)
- орден Отечественной войны 2-й степени (11 марта 1985)
- орден Трудового Красного Знамени (22 октября 1971)
- орден Дружбы народов (1 марта 1974)
- орден «Знак Почёта» (5 ноября 1965)
- медали

В 1994 году был награждён медалью Республики Узбекистан «Жасорат» / «Jasorat» — за проявленные храбрость и отвагу при обеспечении национальной безопасности Республики Узбекистан" (при обеспечении мирного процесса становления государственности Узбекистана 1991—1994 гг.).

## Воспоминания, интервью
- Двенадцать лет с Хрущевым: Воспоминания бывшего члена Президиума ЦК КПСС, секретаря ЦК КПСС // Аргументы и факты. 1989. № 44. С. 5—6.
- Годы, проведенные в Кремле. Ташкент, 1994.
- Кремлда утган йилларим. Ташкент, 1994.
- Река времени : От Сталина до Горбачева : Воспоминания. М., 1995. 656 с., [8] л. ил. ISBN 5-89064-001-1.